# ProRealTime
ProRealTime is software die ontworpen en ontwikkeld is door IT-Finance in Frankrijk. Het bevat een online trading platform en technische analyse tools waarmee financiële markten geanalyseerd kunnen worden. De software wordt gebruikt door meerdere online brokers zoals BinckBank en IG Group, en meerdere technische analyse auteurs.

## Functionaliteit
De ProRealTime software bevat meer dan 100 voorgedefinieerde technische analyse indicatoren en biedt de gebruiker ook de mogelijkheid om zelf indicatoren te maken met een geïntegreerde eigen programmeertaal genaamd ProBuilder. De belangrijke geavanceerde modules zijn:
- ProBackTest : De gebruiker kan een trading systeem maken en resultaten simuleren op basis van historische data (Backtesting)
- ProScreener : Deze module scant volledige financiële markten in real-time
- ProRealTrend : Deze module tekent automatisch horizontale en schuine trendlijnen om steun en weerstanden te markeren
- ProOrder : De gebruiker kan zijn ProBackTest trading systemen real-time laten uitvoeren (Algoritmisch trading) via een server-side order execution technologie

### Programmeertaal
De ProRealTime software bevat een programmeertaal genaamd ProBuilder. Dit is afgeleid van de taal BASIC. Hiermee kunnen eigen indicatoren, strategieën en marktscans worden gemaakt. Het wordt ook gebruikt in de ProBacktest, ProScreener en ProOrder modules van ProRealTime.

## ITF Bestanden
ITF bestanden zijn eigen digitale container bestanden met de extensie .itf als verwijzing naar IT-Finance, het softwarebedrijf van ProRealTime.
Codes van ProBuilder programma's kunnen worden uitgewisseld via deze ITF bestanden vanaf versie 10.1.

### Inhoud
Een ITF bestand kan een van de volgende 3 code types bevatten:
- ProBuilder voor het programmeren van een technische indicator;
- ProBacktest voor het programmeren van een trading systeem;
- ProScreener voor het programmeren van een marktscan.

Een ITF bestand kan meerdere onderdelen bevatten die nodig zijn om een code te runnen: bijvoorbeeld, meerdere technische indicatoren opgeroepen door een trading systeem.

### Beveiligingen
Afhankelijk van de keuze van de gebruiker, kan de code besloten in een ITF bestand :
- volledig toegankelijk en aanpasbaar zijn na import in de software;
- verborgen zijn, alleen uitvoering van de code is mogelijk;
- verborgen zijn met een unieke import: het bestand kan maar eenmalig geïmporteerd worden (dit voorkomt herdistributie van de code).

## Releases
- ProRealTime 7.11 (22 juli 2008)
- ProRealTime 8.02 (27 oktober 2009)
- ProRealTime 8.03 (11 mei 2010)
- ProRealTime 9.1 (15 februari 2011)
- ProRealTime 9.2 (14 september 2011)
- ProRealTime 10.1 (11 maart 2013)[11]
- ProRealTime 10.2 (16 september 2014)[12]
- ProRealTime 10.3 (27 oktober 2016)[13]
- ProRealTime 11.1 (2 oktober 2019)[1]